# Divina Pastora
Divina Pastora là một đô thị thuộc bang Sergipe, Brasil. Đô thị này có diện tích 93 km², dân số năm 2007 là 4198 người, mật độ 45,14 người/km².